# Microvenator

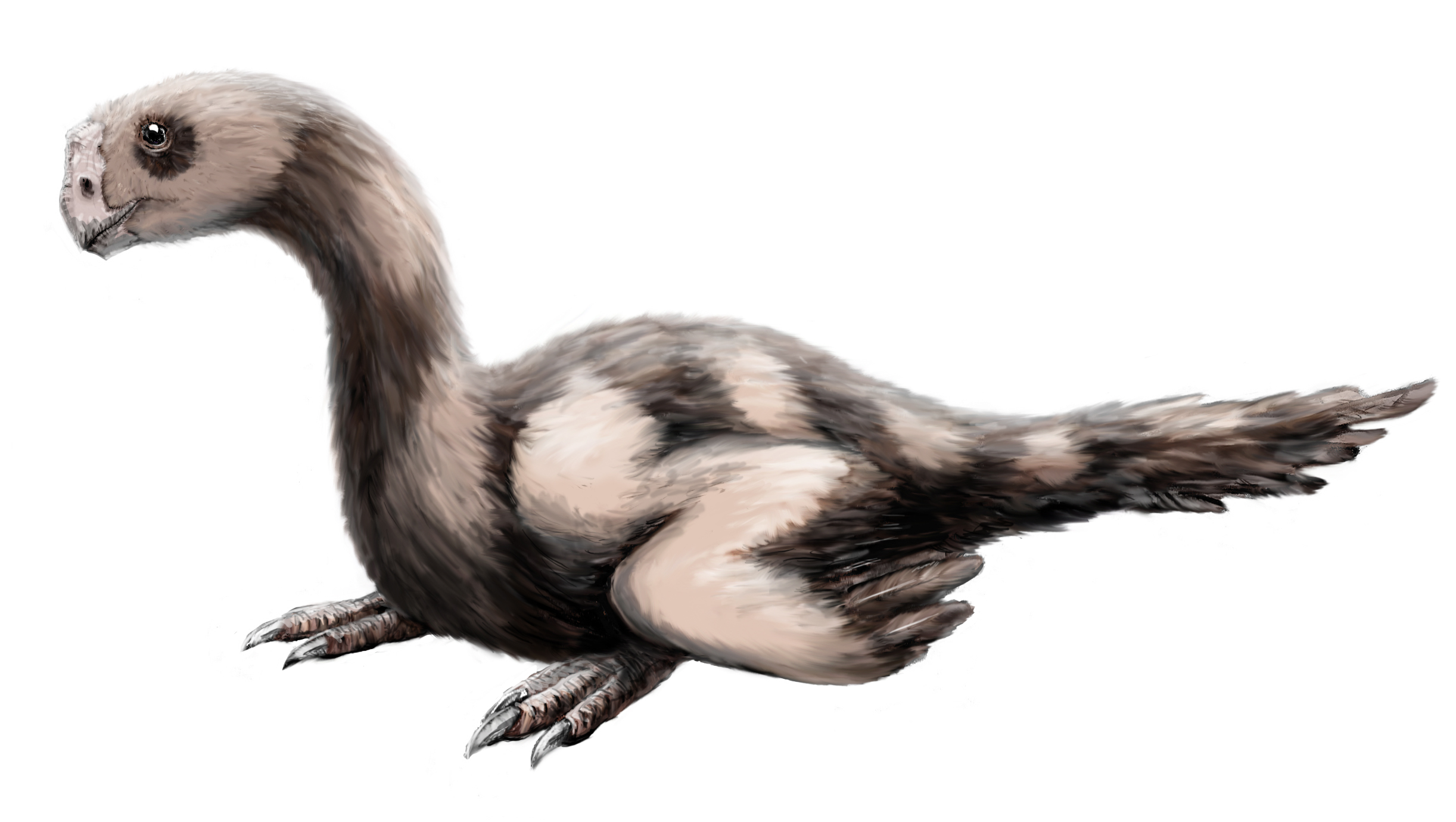

Microvenator (însemnând "micul vânător") este un gen reprezentat de o singură specie de dinozaur oviraptoid teropod ce a trăit în mijlocul perioadei  Cretacicului, acum aproximativ 110-100 de milioane de ani, între Etapele Aptian și Albian, în ceea ce acum este America. Microvenator este cel mai vechi membru cunoscut al familiei Oviraptoridae.